# Menere River
Menere River ist ein Fluss auf der Insel Grenada im Atlantik.

## Geographie
Der Fluss entspringt im Gebiet von Mamma Cannes im Osten von Grenada. Er verläuft nach Osten und mündet bei Grand Bacolet Estate in der Menere Bay in den Atlantik.
Im Süden schließt sich das Einzugsgebiet des Crochu River an. Die beiden Bäche werden durch die Anhöhe von Mahot getrennt.